# معيض البخيتان
معيض البخيتان شاعر وكاتب سعودي ولد في تثليث جنوب السعودية عام 1951م (1370هـ). نشر عدداً من المؤلفات في النقد والمقالات، كما صدر له مجموعة من الدواوين الشعرية منها ديوان (شموخ القرية)، وديوان (رقص الفطرة).

## إصدرات

### دواوين
| الديوان          | سنة النشر      | ملاحظات |
| ---------------- | -------------- | ------- |
| الهجير           | 1398هـ (1978م) |         |
| شموخ القرية      | 1400هـ (1980م) |         |
| شلال قلب         | 1410هـ (1990م) |         |
| العزف على الخنجر | 1412هـ (1991م) |         |
| ثرى الشوق        | 1413هـ (1993م) | [ 5 ]   |
| يا مساء النضال   | 1425هـ (2004م) | [ 6 ]   |
| رقص الفطرة       | 1425هـ (2004م) | [ 7 ]   |

### مؤلفات
| الكتاب                            | سنة النشر      | ملاحظات |
| --------------------------------- | -------------- | ------- |
| مواقف وقضايا نقدية                | 1994م          |         |
| قراءة في جهود مختارة              | 1424هـ (2003م) | [ 8 ]   |
| مدرسة خالد الفيصل في الشعر العامي | 1424هـ (2004م) | [ 9 ]   |
| إشراقة الكلمة                     | 1425هـ (2004م) | [ 10 ]  |
| تبعية الاستلاب دراسة نقدية        | 1426هـ (2005م) | [ 11 ]  |